# Savcı Bey
Savcı Bey fou un príncep otomà, fill de Murat I. Es creu que fou eliminat de la successió per decisió del seu pare. Era governador de Rumèlia quan va conspirar amb un fill de Joan V Paleòleg (de nom Andrònic Paleòleg) i es va revoltar contra el seu pare (que tenia tres fills). No se sap qui era la mare ni quan va néixer. Era tradicional entre els otomans que els prínceps (Şehzade) rebessin un govern provincial i Savcı's va rebre Bursa co-capital de l'imperi.

## La rebel·lió
Quan els turcs otomans va conquerir Adrianòpolis (Edirne), l'emperador romà d'Orient Joan V Paleòleg va cridar Occident en ajuda. Però fou detingut com a deutor a Venècia. El seu fill i regent a Constantinoble, Andrònic es negava a pagar els deutes paterns i Joan va haver de cedir l'illa Tenedos (Bozcaada) per comprar la seva llibertat. Després d'aquell esdeveniment, Joan va designar al seu fill més jove Manel com a príncep hereu i va acceptar la sobirania otomana el 1373. Així, quan el soldà requeria els seus serveis en contra d'algunes rebel·lions en terres otomanes, havia de marxar en suport del govern otomà. Això va donar oportunitat de rebel·lar-se a Andrònic.
En el costat otomà, Savci Bey que era el més jove dels germans, veia que sota l'ombra dels seus germans més grans no tenia gairebé cap possibilitat de ser entronitzat en el futur. Probablement tenia també por dels seus germans més grans (aquesta por no estava injustificada; més tard quan Murat va morir, Baiazet, el germà més gran, immediatament va fer matat l'altre germà.). Es va preparar doncs per rebel·lar-se per guanyar el càrrec. El seu pare estava ocupat amb suprimir els rebels d'Anatòlia i va veure la seva oportunitat de revoltar-se. Utilitzant el tresor reial per als seus fins, va formar un exèrcit. El príncep rebel, conscient dels interessos romans d'Orient en la rebel·lió, va decidir col·laborar i combinar les seves forces.

## Final de la rebel·lió
Després d'assabentar-se de la rebel·lió conjunta, el pare va retornar d'Anatolia. Els exèrcits del pare i el fill es va trobar a Apikridion (una localització incerta, probablement al sud-oest de Constantinoble), on Murat vaconvencer als soldats de Savcı a canviar de bàndol. Encara que el príncep es va escapar a Didymoteicho aviat es va rendir. Després d'una entrevista curta, Murat enfurismat va fer cegar a Savcı. Però llavors va canviar d'opinió i el va fer executar.